# Esmé Percy
Esmé Percy, pseudonimo di Saville Esmé Percy (Londra, 8 agosto 1887 – Brighton, 17 giugno 1957), è stato un attore e regista britannico.

## Biografia
Esmé Percy è un importante attore drammatico inglese, nato a Londra di origini francesi.
Fu allievo di Sarah Bernhardt e studiò recitazione al Conservatorio Reale di Bruxelles. Fece il suo debutto teatrale recitando in francese nel 1904, ma ben presto si guadagnò una singolare reputazione come protagonista di ruoli in opere teatrali di George Bernard Shaw.
In Inghilterra per un decennio circa, dal 1905 al 1914, collaborò con compagnie teatrali di avanguardia; partecipò a delle tournée assieme a Frank Benson, poi con la Elizabethan Stage Society e infine recitò assieme alla compagnia di Miss Annie Horniman.
Nel marzo 1928 recitò in una produzione radiofonica de L'uomo del destino nel ruolo di Napoleone Bonaparte.
Nel 1913 creò una compagnia itinerante specializzata in commedie shaviane.
Alla fine della prima guerra mondiale, diresse un teatro a Colonia, intrattenendo le truppe britanniche, in particolare come il professor Henry Higgins in Pigmalione, insieme a Patrick Campbell.
Si mise in evidenza successivamente come uno dei più completi e versatili attori contemporanei del suo Paese, caratterizzandosi per l'acutezza e la precisione esibite in interpretazioni sia del repertorio classico sia di quello moderno.
Si avvicinò anche al mondo del cinema, come caratterista, soprattutto in pellicole tratte dalle opere di Shaw.

## Opere

### Radiodrammi
- Appointment With Fear episodio The Speaking Clock (13 April 1944), in cui interpretò il personaggio del signor Markham, l'antiquario, così come a suo fratello gemello;
- Eurydice (1951), adattamento radiofonico di un'opera teatrale di Jean Anouilh;
- The Duchess of Malfi (1954), adattamento radiofonico della tragedia classica;
- Enrico VIII (1954), adattamento radiofonico dell'opera di William Shakespeare.

## Filmografia parziale
- Omicidio! (Murder!), regia di Alfred Hitchcock (1930)
- Fatalità (21 Days), regia di Basil Dean (1940)
- Incubi notturni (Dead of Night), regia di Alberto Cavalcanti, Charles Crichton, Basil Dearden e Robert Hamer (1945)
- The Adventures of the Scarlet Pimpernel – serie TV, episodio 1x06 (1956)